# Campeonato de Francia de Rugby 15 1946-47
El Campeonato de Francia de Rugby 15 1946-47 fue la 48.ª edición del Campeonato francés de rugby, la principal competencia del rugby galo.
El campeón del torneo fue el equipo de Toulouse quienes obtuvieron su séptimo campeonato.

## Desarrollo

### Tercera Fase
| - Toulouse - Vichy - Montélimar - Montluçon - Montauban - Montferrand - Angoulême - SC Tulle | - Touloun - Vienne - Dax - Pau - Agen - Biarritz - Brive - Lyon OU |

| - Lourdes - Romans - Mont-de-Marsan - SBUC - Stadoceste - Perpignan - Gujan-Mestras - Racing | - Paris Université Club - Soustons - Stade aurillacois - Bayonne - Tyrosse - Castres - Bègles - Cognac |

### Octavos de final
| 1946 | Toulouse | 10 - 3 | Toulon |  |  |

| 1946 | Romans | 7 - 0 | Perpiñán |  |  |

| 1946 | Montferrand | 13 - 3 | Biarritz |  |  |

| 1946 | Lourdes | 10 - 8 | Tyrosse |  |  |

| 1946 | Agen | 6 - 0 | Vichy |  |  |

| 1946 | Paris Université Club | 3 - 0 | Montauban |  |  |

| 1946 | Soustons | 10 - 3 | Vienne |  |  |

| 1946 | Castres | 19 - 0 | Stadoceste |  |  |

### Cuartos de final
| 1947 | Toulouse | 3 - 0 | Romans |  |  |

| 1947 | Montferrand | 7 - 5 | Lourdes |  |  |

| 1947 | Agen | 8 - 9 | Castres |  |  |

| 1947 | Paris UC | Avanza Paris | Soustons |  |  |

### Semifinal
| marzo de 1947 | Toulouse | 24 - 0 | Montferrand |  |  |

| marzo de 1947 | Agen | 25 - 3 | Paris Université Club |  |  |

### Final
| 13 de abril de 1947 | Toulouse | 10 - 3  | Agen | Stade des Ponts-Jumeaux, Toulouse |  |
|                     |          | Reporte |      |                                   |  |

| Bandera de Francia |
| Campeón Toulouse   |
| Séptimo título     |